# Cato Menkerud
Cato Menkerud (Lillehammer, 1973. augusztus 23. –) norvég rali-navigátor. Jelenleg ő Eyvind Brynildsen navigátora a rali-világbajnokság versenyein.

## Pályafutása
Első világbajnoki versenyén, az 1995-ös svéd ralin édesapjának, Helge Menkerudnak navigált. 1998-ban a brit ralin a későbbi világbajnok, Petter Solberg segítője volt.
1997-ben Birger Gundersenel, majd 2002-ben és 2003-ban Henning Solbergel nyerte meg a norvég ralibajnokságot.
2001-től 2009-ig Henning Solberg navigátora volt a világbajnokságon. Ezalatt öt dobogós helyezést és harminc szakaszgyőzelmet szereztek. 2010-ben az ifjú norvég Eyvind Brynildsen mellé került, akivel a világbajnokság Super 2000-es kiírásában szerepelnek.

## Külső hivatkozások
- Profilja az ewrc-results.com honlapon
- Profilja az m-sport.co.uk honlapon